# Jonas Plass
Pour les articles homonymes, voir Plass.
Jonas Plass (né le 1er août 1986 à Bamberg) est un athlète allemand, spécialiste du 400 mètres.

## Biographie
Il remporte la médaille de bronze du relais 4 × 400 mètres lors des Championnats d'Europe 2012 d'Helsinki, aux côtés de Kamghe Gaba, Eric Krüger et Thomas Schneider. L'équipe d'Allemagne, qui établit le temps de 3 min 01 s 77, est devancée par la Belgique et le Royaume-Uni.

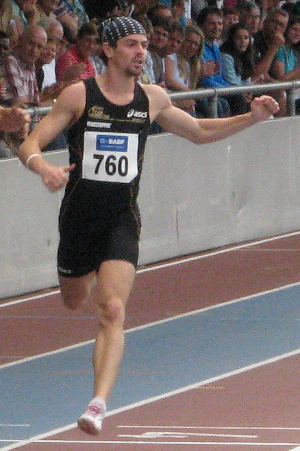
Jonas Plass en 2011

### Palmarès
| Date | Compétition                       | Lieu      | Résultat | Épreuve       |               |
| ---- | --------------------------------- | --------- | -------- | ------------- | ------------- |
| 2007 | Championnats d'Europe espoirs     | Debrecen  | 3e       | 4 × 400 m     |               |
| 2011 | Championnats d'Europe par équipes | Stockholm | 3e       | 4 × 400 m     |               |
| 2012 | Championnats d'Europe             | Helsinki  | 3e       | 4 × 400 m     |               |
| 2015 | Relais mondiaux                   | Nassau    | 5e       | Relais medley | 9 min 24 s 37 |

### Records
| Épreuve | Performance | Lieu | Date           |
| ------- | ----------- | ---- | -------------- |
| 400 m   | 46 s 00     | Ulm  | 5 juillet 2009 |